# Maria Zelenka

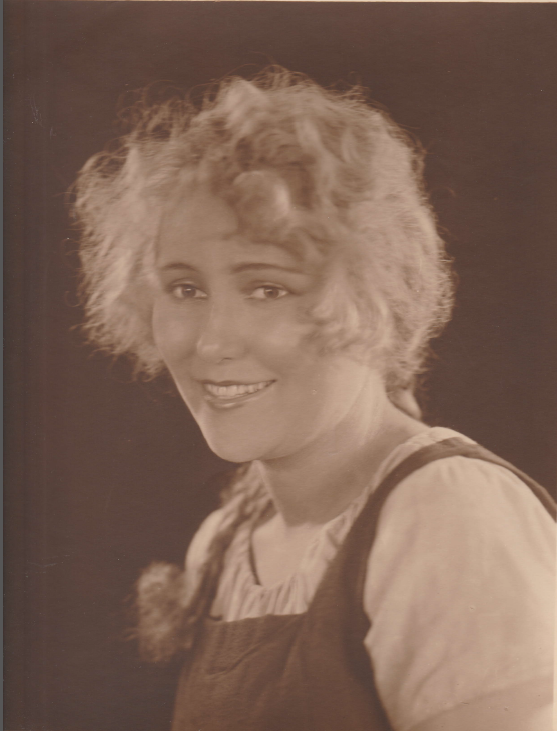
Maria Zelenka

Maria Zelenka (* 28. Juli 1895 in Höbersdorf (Niederösterreich); † 30. August 1975 in Wien) war eine österreichische Schauspielerin.

## Leben
Maria Zelenka, auch genannt Mizzi, wurde als erste Tochter des Johann Zelenka, einem Tramwaykutscher in Wien-Döbling, und der Johanna Kerschl in Höbersdorf (Niederösterreich) geboren.
Nachdem Maria Zelenka nur 14 Tage die Schauspielschule Otto besucht hatte, konnte sie bereits 1914 am Linzer Landestheater einen ersten Bühnenerfolg als Käthi in dem Theaterstück Alt-Heidelberg feiern. Später erhielt Maria Zelenka Engagements am Stadttheater Nürnberg, dem Hoftheater Mannheim, am Hofburgtheater Wien und am Hoftheater München. Sie war die Minna von Barnhelm, das Klärchen in Egmont oder das Gretchen in Faust.
Von 1918 bis 1932 wirkte sie in zahlreichen Stummfilmen mit, nachdem sie sich auf eine Zeitungsannonce hin gemeldet hatte. Zunächst war sie bei der May-Film GmbH unter Vertrag und wechselte später nach Zahlung einer Ablöse zur Danny Kadern GmbH. Hier avancierte sie zum Stummfilmstar. Sie erhielt fast durchwegs Hauptrollen in Filmdramen, seltener in Komödien.
1933 und 1934 gastierte sie mit ihrem Ehemann, Schauspieler, Sänger und Regisseur Alfred Läutner, welcher jedoch 1935 aus der Reichstheater- und Reichsfilmkammer ausgeschlossen wurde.
Das Aufkommen des Tonfilms beendete ihre Karriere, und die einst vielbeschäftigte Schauspielerin geriet nach dem 2. Weltkrieg völlig in Vergessenheit.
Seit dem Tod ihres Ehemannes (1943) lebte Maria Zelenka in Wien.

## Filmografie
- 1918: Weib gegen Weib
- 1918: Das blonde Vergnügen
- 1918: Das Licht des Lebens
- 1918: Zwischen Tod und Leben
- 1918: Das Paradies der Dirnen
- 1919: Das Grand Hotel Babylon
- 1919: Das Schicksal der Maria Keith
- 1919: Lola Montez, 2. Teil: Am Hofe Ludwigs I. von Bayern
- 1919: Der blasse Albert
- 1919: Der Harlekin
- 1919: Ewige Schönheit
- 1919: Im Dienste der Liebe
- 1919: Leichtsinn und Lebewelt
- 1919: Alfred von Ingelheims Lebensdrama
- 1920: Alkohol
- 1920: Der Sturz in die Flammen
- 1920: Die stärkere Macht
- 1920: Frauenbriefe
- 1920: Gerechtigkeit
- 1920: Ich-bin-Du…
- 1920: Verkommen
- 1920: Liebestaumel – Vera-Filmwerke
- 1920: Das Blut der Ahnen
- 1920: Das Bild der Geliebten
- 1920: Fremde Welten
- 1921: Die Schuldige
- 1921: C.d.E. – Club der Entgleisten
- 1921: Die Hafenlore (2 Teile)
- 1921: Die im Schatten gehen
- 1921: Grossstadtmädels
- 1921: Morast
- 1921: Taschendiebe
- 1921: Das Geheimnis der Santa Margherita
- 1922: Das Mädchen ohne Gewissen
- 1922: Das Lebensroulette
- 1922: Bummellotte
- 1923: Die Todgeweihten
- 1923: Der Geigerkönig
- 1924: Entsiegelte Lippen
- 1924: Der Aufstieg der kleinen Lilian
- 1924: Barfüßele
- 1925: O alte Burschenherrlichkeit
- 1925: Leidensweg der kleinen Lilo (zusammen mit ihrem Ehemann Alfred Läutner)
- 1925: Frauen und Banknoten
- 1925: Die Wacht am Rhein
- 1925: Die Erbin von St.Alban
- 1925: Die Abenteuer des Kapitän Hasswell
- 1926: Die Fahrt ins Glück
- 1927: Kindertragödie
- 1928: Das deutsche Lied
- 1932: Wie kommen die Löcher in den Käse?